# Mitre 10 Cup 2017
Mitre 10 Cup 2017 – dwunasta edycja zreformowanych rozgrywek National Provincial Championship, mistrzostw nowozelandzkich prowincji w rugby union, a czterdziesta druga ogółem. Zawody odbyły się w dniach 17 sierpnia – 28 października 2017 roku.
Czternaście uczestniczących zespołów rywalizowało systemem kołowym w ramach dwóch hierarchicznie ułożonych siedmiozespołowych dywizji, dodatkowo każda drużyna rozgrywała cztery spotkania z zespołami z innej dywizji. Najlepsze cztery drużyny z każdej grupy rywalizowały następnie w fazie pucharowej – zwycięzca Premiership triumfował w całych zawodach, zaś zwycięstwo w Championship było premiowane awansem do najwyższej klasy rozgrywkowej kosztem jej najsłabszej drużyny. Zwycięzca meczu zyskiwał cztery punkty, za remis przysługiwały dwa punkty, porażka nie była punktowana, a zdobycie przynajmniej czterech przyłożeń lub przegrana nie więcej niż siedmioma punktami premiowana była natomiast punktem bonusowym. W przypadku tej samej liczby punktów przy ustalaniu pozycji w grupie brane były pod uwagę kolejno następujące kryteria: wynik bezpośredniego meczu między zainteresowanymi drużynami, lepsza różnica punktów zdobytych i straconych we wszystkich meczach grupowych, wyższa liczba zdobytych przyłożeń, wyższa liczba zdobytych punktów, ostatecznie zaś rzut monetą. Pary spotkań międzydywizyjnych ustalono na początku listopada 2016 roku, cały terminarz został zaś ogłoszony w marcu 2017 roku. Składy zespołów i sędziowie zawodów.
Niekwestionowanym faworytem zawodów byli obrońcy tytułu. Podobnie jak rok wcześniej do finału Premiership awansowały zespoły Canterbury i Tasman, a spośród nich lepsza okazała się drużyna Canterbury, dla której był to dziewiąty tytuł w ostatniej dekadzie. Z kolei w finale Championship zmierzyły się Wellington i Bay of Plenty, a powrót do elity zapewnił sobie po zaciętym, wymagającym dogrywki pojedynku zespół ze stolicy.
Najwięcej punktów (157) w sezonie zdobył Richie Mo‘unga, w klasyfikacji przyłożeń z jedenastoma zwyciężył zaś Tevita Li. Po raz pierwszy najlepszemu graczowi rozgrywek wręczono Duane Monkley Medal, nowo utworzone wyróżnienie przyznawane głosami arbitrów, a nie – jak dotychczas – panelu ekspertów. Otrzymał je zawodnik Northland, Jack Goodhue.

## Faza grupowa

### Mecze
| 18 sierpnia 201719:35 | Tasman | 0:39 | Canterbury | Trafalgar Park, Nelson Sędzia: Ben O’Keeffe |
| 18 sierpnia 201719:35 |        | 0:39 |            | Trafalgar Park, Nelson Sędzia: Ben O’Keeffe |

| 19 sierpnia 201714:35 | Hawke’s Bay | 24:16 | Southland | McLean Park, Napier Sędzia: Angus Mabey |
| 19 sierpnia 201714:35 |             | 24:16 |           | McLean Park, Napier Sędzia: Angus Mabey |

| 19 sierpnia 201717:05 | Taranaki | 34:29 | Waikato | Yarrow Stadium, New Plymouth Sędzia: Nick Briant |
| 19 sierpnia 201717:05 |          | 34:29 |         | Yarrow Stadium, New Plymouth Sędzia: Nick Briant |

| 19 sierpnia 201719:35 | Counties Manukau | 16:14 | Auckland | ECOLight Stadium, Pukekohe Sędzia: Cam Stone |
| 19 sierpnia 201719:35 |                  | 16:14 |          | ECOLight Stadium, Pukekohe Sędzia: Cam Stone |

| 20 sierpnia 201714:35 | Northland | 28:23 | Bay of Plenty | Toll Stadium, Whangarei Sędzia: Brendon Pickerill |
| 20 sierpnia 201714:35 |           | 28:23 |               | Toll Stadium, Whangarei Sędzia: Brendon Pickerill |

| 20 sierpnia 201716:35 | Manawatu | 29:41 | Wellington | Central Energy Trust Arena, Palmerston North Sędzia: Shuhei Kubo |
| 20 sierpnia 201716:35 |          | 29:41 |            | Central Energy Trust Arena, Palmerston North Sędzia: Shuhei Kubo |

| 24 sierpnia 201719:35 | Southland | 20:45 | North Harbour | Rugby Park Stadium, Invercargill Sędzia: Jamie Nutbrown |
| 24 sierpnia 201719:35 |           | 20:45 |               | Rugby Park Stadium, Invercargill Sędzia: Jamie Nutbrown |

| 25 sierpnia 201717:45 | Bay of Plenty | 46:17 | Hawke’s Bay | Rotorua International Stadium, Rotorua Sędzia: James Doleman |
| 25 sierpnia 201717:45 |               | 46:17 |             | Rotorua International Stadium, Rotorua Sędzia: James Doleman |

| 25 sierpnia 201719:45 | Waikato | 33:21 | Counties Manukau | FMG Stadium Waikato, Hamilton Sędzia: Mike Fraser |
| 25 sierpnia 201719:45 |         | 33:21 |                  | FMG Stadium Waikato, Hamilton Sędzia: Mike Fraser |

| 26 sierpnia 201714:35 | Wellington | 42:26 | Taranaki | Westpac Stadium, Wellington Sędzia: Michael Lash |
| 26 sierpnia 201714:35 |            | 42:26 |          | Westpac Stadium, Wellington Sędzia: Michael Lash |

| 26 sierpnia 201716:35 | Auckland | 10:8 | Northland | Eden Park, Auckland Sędzia: Shuhei Kubo |
| 26 sierpnia 201716:35 |          | 10:8 |           | Eden Park, Auckland Sędzia: Shuhei Kubo |

| 27 sierpnia 201714:35 | Manawatu | 35:20 | Tasman | Central Energy Trust Arena, Palmerston North Sędzia: Richard Kelly |
| 27 sierpnia 201714:35 |          | 35:20 |        | Central Energy Trust Arena, Palmerston North Sędzia: Richard Kelly |

| 27 sierpnia 201716:35 | Canterbury | 30:24 | Otago | Rugby League Park, Christchurch Sędzia: Paul Williams |
| 27 sierpnia 201716:35 |            | 30:24 |       | Rugby League Park, Christchurch Sędzia: Paul Williams |

| 30 sierpnia 201719:35 | Auckland | 27:35 | Waikato | Eden Park, Auckland Sędzia: Richard Kelly |
| 30 sierpnia 201719:35 |          | 27:35 |         | Eden Park, Auckland Sędzia: Richard Kelly |

| 31 sierpnia 201719:35 | Bay of Plenty | 10:31 | Wellington | Rotorua International Stadium, Rotorua Sędzia: Michael Winter |
| 31 sierpnia 201719:35 |               | 10:31 |            | Rotorua International Stadium, Rotorua Sędzia: Michael Winter |

| 1 września 201719:35 | Hawke’s Bay | 10:53 | Canterbury | McLean Park, Napier Sędzia: Cam Stone |
| 1 września 201719:35 |             | 10:53 |            | McLean Park, Napier Sędzia: Cam Stone |

| 2 września 201714:35 | Otago | 40:30 | Manawatu | Forsyth Barr Stadium, Dunedin Sędzia: James Munro |
| 2 września 201714:35 |       | 40:30 |          | Forsyth Barr Stadium, Dunedin Sędzia: James Munro |

| 2 września 201717:05 | Southland | 13:44 | Northland | Rugby Park Stadium, Invercargill Sędzia: Paul Williams |
| 2 września 201717:05 |           | 13:44 |           | Rugby Park Stadium, Invercargill Sędzia: Paul Williams |

| 2 września 201719:35 | Taranaki | 30:27 | Counties Manukau | Yarrow Stadium, New Plymouth Sędzia: Angus Mabey |
| 2 września 201719:35 |          | 30:27 |                  | Yarrow Stadium, New Plymouth Sędzia: Angus Mabey |

| 3 września 201714:35 | Waikato | 29:31 | Tasman | FMG Stadium Waikato, Hamilton Sędzia: James Doleman |
| 3 września 201714:35 |         | 29:31 |        | FMG Stadium Waikato, Hamilton Sędzia: James Doleman |

| 3 września 201716:35 | North Harbour | 57:10 | Auckland | QBE Stadium, Auckland Sędzia: Glen Jackson |
| 3 września 201716:35 |               | 57:10 |          | QBE Stadium, Auckland Sędzia: Glen Jackson |

| 6 września 201719:35 | Wellington | 40:27 | Hawke’s Bay | Westpac Stadium, Wellington Sędzia: Jamie Nutbrown |
| 6 września 201719:35 |            | 40:27 |             | Westpac Stadium, Wellington Sędzia: Jamie Nutbrown |

| 7 września 201719:35 | Counties Manukau | 18:27 | North Harbour | ECOLight Stadium, Pukekohe Sędzia: James Doleman |
| 7 września 201719:35 |                  | 18:27 |               | ECOLight Stadium, Pukekohe Sędzia: James Doleman |

| 8 września 201717:45 | Canterbury | 78:20 | Southland | Rugby League Park, Christchurch Sędzia: Nick Briant |
| 8 września 201717:45 |            | 78:20 |           | Rugby League Park, Christchurch Sędzia: Nick Briant |

| 8 września 201719:45 | Manawatu | 17:20 | Bay of Plenty | Central Energy Trust Arena, Palmerston North Sędzia: Ben O’Keeffe |
| 8 września 201719:45 |          | 17:20 |               | Central Energy Trust Arena, Palmerston North Sędzia: Ben O’Keeffe |

| 9 września 201714:35 | Auckland | 38:49 | Taranaki | Eden Park, Auckland Sędzia: Mike Fraser |
| 9 września 201714:35 |          | 38:49 |          | Eden Park, Auckland Sędzia: Mike Fraser |

| 9 września 201716:35 | Northland | 37:7 | Waikato | Toll Stadium, Whangarei Sędzia: Michael Lash |
| 9 września 201716:35 |           | 37:7 |         | Toll Stadium, Whangarei Sędzia: Michael Lash |

| 10 września 201714:35 | Tasman | 37:35 | Wellington | Lansdowne Park, Blenheim Sędzia: Brendon Pickerill |
| 10 września 201714:35 |        | 37:35 |            | Lansdowne Park, Blenheim Sędzia: Brendon Pickerill |

| 10 września 201716:35 | Hawke’s Bay | 21:64 | Otago | McLean Park, Napier Sędzia: Shane McDermott |
| 10 września 201716:35 |             | 21:64 |       | McLean Park, Napier Sędzia: Shane McDermott |

| 13 września 201719:35 | Canterbury | 78:5 | Counties Manukau | Rugby League Park, Christchurch Sędzia: Brendon Pickerill |
| 13 września 201719:35 |            | 78:5 |                  | Rugby League Park, Christchurch Sędzia: Brendon Pickerill |

| 14 września 201719:35 | Northland | 22:31 | North Harbour | Toll Stadium, Whangarei Sędzia: Michael Winter |
| 14 września 201719:35 |           | 22:31 |               | Toll Stadium, Whangarei Sędzia: Michael Winter |

| 15 września 201717:45 | Southland | 17:27 | Auckland | Rugby Park Stadium, Invercargill Sędzia: James Munro |
| 15 września 201717:45 |           | 17:27 |          | Rugby Park Stadium, Invercargill Sędzia: James Munro |

| 15 września 201719:45 | Taranaki | 29:7 | Bay of Plenty | Yarrow Stadium, New Plymouth Sędzia: Jamie Nutbrown |
| 15 września 201719:45 |          | 29:7 |               | Yarrow Stadium, New Plymouth Sędzia: Jamie Nutbrown |

| 16 września 201714:35 | Waikato | 10:23 | Manawatu | FMG Stadium Waikato, Hamilton Sędzia: Nick Briant |
| 16 września 201714:35 |         | 10:23 |          | FMG Stadium Waikato, Hamilton Sędzia: Nick Briant |

| 16 września 201716:35 | Otago | 27:29 | Tasman | Forsyth Barr Stadium, Dunedin Sędzia: Mike Fraser |
| 16 września 201716:35 |       | 27:29 |        | Forsyth Barr Stadium, Dunedin Sędzia: Mike Fraser |

| 17 września 201714:35 | Counties Manukau | 33:14 | Hawke’s Bay | ECOLight Stadium, Pukekohe Sędzia: Michael Lash |
| 17 września 201714:35 |                  | 33:14 |             | ECOLight Stadium, Pukekohe Sędzia: Michael Lash |

| 17 września 201716:35 | Wellington | 60:14 | Canterbury | Westpac Stadium, Wellington Sędzia: Richard Kelly |
| 17 września 201716:35 |            | 60:14 |            | Westpac Stadium, Wellington Sędzia: Richard Kelly |

| 20 września 201719:35 | Bay of Plenty | 57:0 | Southland | Rotorua International Stadium, Rotorua Sędzia: Paul Williams |
| 20 września 201719:35 |               | 57:0 |           | Rotorua International Stadium, Rotorua Sędzia: Paul Williams |

| 21 września 201719:35 | Otago | 34:26 | Auckland | Forsyth Barr Stadium, Dunedin Sędzia: Glen Jackson |
| 21 września 201719:35 |       | 34:26 |          | Forsyth Barr Stadium, Dunedin Sędzia: Glen Jackson |

| 22 września 201719:35 | Manawatu | 39:25 | Northland | Central Energy Trust Arena, Palmerston North Sędzia: Ben O’Keeffe |
| 22 września 201719:35 |          | 39:25 |           | Central Energy Trust Arena, Palmerston North Sędzia: Ben O’Keeffe |

| 23 września 201714:35 | North Harbour | 28:41 | Canterbury | QBE Stadium, Auckland Sędzia: Angus Mabey |
| 23 września 201714:35 |               | 28:41 |            | QBE Stadium, Auckland Sędzia: Angus Mabey |

| 23 września 201717:05 | Waikato | 10:34 | Wellington | FMG Stadium Waikato, Hamilton Sędzia: Cam Stone |
| 23 września 201717:05 |         | 10:34 |            | FMG Stadium Waikato, Hamilton Sędzia: Cam Stone |

| 23 września 201719:35 | Hawke’s Bay | 17:48 | Taranaki | McLean Park, Napier Sędzia: Shane McDermott |
| 23 września 201719:35 |             | 17:48 |          | McLean Park, Napier Sędzia: Shane McDermott |

| 24 września 201714:35 | Bay of Plenty | 31:31 | Counties Manukau | Tauranga Domain, Tauranga Sędzia: Michael Lash |
| 24 września 201714:35 |               | 31:31 |                  | Tauranga Domain, Tauranga Sędzia: Michael Lash |

| 24 września 201716:35 | Tasman | 50:17 | Southland | Trafalgar Park, Nelson Sędzia: James Doleman |
| 24 września 201716:35 |        | 50:17 |           | Trafalgar Park, Nelson Sędzia: James Doleman |

| 27 września 201719:35 | Northland | 32:30 | Otago | Toll Stadium, Whangarei Sędzia: Nick Briant |
| 27 września 201719:35 |           | 32:30 |       | Toll Stadium, Whangarei Sędzia: Nick Briant |

| 28 września 201719:35 | Taranaki | 40:26 | Tasman | Yarrow Stadium, New Plymouth Sędzia: Angus Mabey |
| 28 września 201719:35 |          | 40:26 |        | Yarrow Stadium, New Plymouth Sędzia: Angus Mabey |

| 29 września 201719:35 | North Harbour | 33:30 | Hawke’s Bay | QBE Stadium, Auckland Sędzia: Richard Kelly |
| 29 września 201719:35 |               | 33:30 |             | QBE Stadium, Auckland Sędzia: Richard Kelly |

| 30 września 201714:35 | Southland | 20:25 | Manawatu | Rugby Park Stadium, Invercargill Sędzia: Shane McDermott |
| 30 września 201714:35 |           | 20:25 |          | Rugby Park Stadium, Invercargill Sędzia: Shane McDermott |

| 30 września 201717:05 | Auckland | 38:19 | Bay of Plenty | Eden Park, Auckland Sędzia: Cam Stone |
| 30 września 201717:05 |          | 38:19 |               | Eden Park, Auckland Sędzia: Cam Stone |

| 30 września 201719:35 | Canterbury | 37:17 | Waikato | Rugby League Park, Christchurch Sędzia: Glen Jackson |
| 30 września 201719:35 |            | 37:17 |         | Rugby League Park, Christchurch Sędzia: Glen Jackson |

| 1 października 201714:35 | Wellington | 27:24 | Otago | Westpac Stadium, Wellington Sędzia: Jamie Nutbrown |
| 1 października 201714:35 |            | 27:24 |       | Westpac Stadium, Wellington Sędzia: Jamie Nutbrown |

| 1 października 201716:35 | Counties Manukau | 25:16 | Northland | ECOLight Stadium, Pukekohe Sędzia: Mike Fraser |
| 1 października 201716:35 |                  | 25:16 |           | ECOLight Stadium, Pukekohe Sędzia: Mike Fraser |

| 4 października 201719:35 | Tasman | 21:14 | North Harbour | Lansdowne Park, Blenheim Sędzia: Jamie Nutbrown |
| 4 października 201719:35 |        | 21:14 |               | Lansdowne Park, Blenheim Sędzia: Jamie Nutbrown |

| 5 października 201719:35 | Manawatu | 24:29 | Counties Manukau | Central Energy Trust Arena, Palmerston North Sędzia: Glen Jackson |
| 5 października 201719:35 |          | 24:29 |                  | Central Energy Trust Arena, Palmerston North Sędzia: Glen Jackson |

| 6 października 201719:35 | Canterbury | 43:55 | Taranaki | Rugby League Park, Christchurch Sędzia: Mike Fraser |
| 6 października 201719:35 |            | 43:55 |          | Rugby League Park, Christchurch Sędzia: Mike Fraser |

| 7 października 201714:35 | Otago | 28:36 | Bay of Plenty | Forsyth Barr Stadium, Dunedin Sędzia: Ben O’Keeffe |
| 7 października 201714:35 |       | 28:36 |               | Forsyth Barr Stadium, Dunedin Sędzia: Ben O’Keeffe |

| 7 października 201717:05 | Northland | 34:7 | Hawke’s Bay | Toll Stadium, Whangarei Sędzia: Paul Williams |
| 7 października 201717:05 |           | 34:7 |             | Toll Stadium, Whangarei Sędzia: Paul Williams |

| 7 października 201719:35 | Southland | 12:61 | Wellington | Rugby Park Stadium, Invercargill Sędzia: Michael Lash |
| 7 października 201719:35 |           | 12:61 |            | Rugby Park Stadium, Invercargill Sędzia: Michael Lash |

| 8 października 201714:35 | Tasman | 31:18 | Auckland | Trafalgar Park, Nelson Sędzia: Brendon Pickerill |
| 8 października 201714:35 |        | 31:18 |          | Trafalgar Park, Nelson Sędzia: Brendon Pickerill |

| 8 października 201716:35 | Waikato | 11:13 | North Harbour | FMG Stadium Waikato, Hamilton Sędzia: Shane McDermott |
| 8 października 201716:35 |         | 11:13 |               | FMG Stadium Waikato, Hamilton Sędzia: Shane McDermott |

| 11 października 201719:35 | Taranaki | 46:25 | Manawatu | Yarrow Stadium, New Plymouth Sędzia: Shane McDermott |
| 11 października 201719:35 |          | 46:25 |          | Yarrow Stadium, New Plymouth Sędzia: Shane McDermott |

| 12 października 201719:35 | Wellington | 36:18 | Northland | Westpac Stadium, Wellington Sędzia: Richard Kelly |
| 12 października 201719:35 |            | 36:18 |           | Westpac Stadium, Wellington Sędzia: Richard Kelly |

| 13 października 201719:35 | Auckland | 27:32 | Canterbury | Eden Park, Auckland Sędzia: Brendon Pickerill |
| 13 października 201719:35 |          | 27:32 |            | Eden Park, Auckland Sędzia: Brendon Pickerill |

| 14 października 201714:35 | Bay of Plenty | 36:32 | Waikato | Tauranga Domain, Tauranga Sędzia: James Doleman |
| 14 października 201714:35 |               | 36:32 |         | Tauranga Domain, Tauranga Sędzia: James Doleman |

| 14 października 201717:05 | Otago | 43:19 | Southland | Forsyth Barr Stadium, Dunedin Sędzia: Angus Mabey |
| 14 października 201717:05 |       | 43:19 |           | Forsyth Barr Stadium, Dunedin Sędzia: Angus Mabey |

| 14 października 201719:35 | Counties Manukau | 52:30 | Tasman | ECOLight Stadium, Pukekohe Sędzia: Paul Williams |
| 14 października 201719:35 |                  | 52:30 |        | ECOLight Stadium, Pukekohe Sędzia: Paul Williams |

| 15 października 201714:35 | North Harbour | 64:33 | Taranaki | QBE Stadium, Auckland Sędzia: Ben O’Keeffe |
| 15 października 201714:35 |               | 64:33 |          | QBE Stadium, Auckland Sędzia: Ben O’Keeffe |

| 15 października 201716:35 | Hawke’s Bay | 36:31 | Manawatu | McLean Park, Napier Sędzia: Cam Stone |
| 15 października 201716:35 |             | 36:31 |          | McLean Park, Napier Sędzia: Cam Stone |

## Faza pucharowa

### Premiership
|  |                      |               |          |                      |    |            |            |       |
|  | Półfinał             | Półfinał      | Półfinał |                      |    | Finał      | Finał      | Finał |
|  | Półfinał             | Półfinał      | Półfinał |                      |    | Finał      | Finał      | Finał |
|  | 21 października 2017 |               |          |                      |    |            |            |       |
|  |                      |               |          |                      |    |            |            |       |
|  | Canterbury           | Canterbury    | 35       |                      |    |            |            |       |
|  | Canterbury           | Canterbury    | 35       | 28 października 2017 |    |            |            |       |
|  | North Harbour        | North Harbour | 24       |                      |    |            |            |       |
|  | North Harbour        | North Harbour | 24       |                      |    | Canterbury | Canterbury | 35    |
|  | 21 października 2017 |               |          |                      |    | Canterbury | Canterbury | 35    |
|  |                      |               | Tasman   | Tasman               | 13 |            |            |       |
|  | Taranaki             | Taranaki      | Tasman   | Tasman               | 13 | 29         |            |       |
|  | Taranaki             | Taranaki      |          |                      |    |            |            |       |
|  | Tasman               | Tasman        | 30       |                      |    |            |            |       |
|  | Tasman               | Tasman        | 30       |                      |    |            |            |       |

| 21 października 201717:05 | Canterbury | 35:24 | North Harbour | Rugby League Park, Christchurch Sędzia: Ben O’Keeffe |
| 21 października 201717:05 |            | 35:24 |               | Rugby League Park, Christchurch Sędzia: Ben O’Keeffe |

| 21 października 201719:35 | Taranaki | 29:30 | Tasman | Yarrow Stadium, New Plymouth Sędzia: Nick Briant |
| 21 października 201719:35 |          | 29:30 |        | Yarrow Stadium, New Plymouth Sędzia: Nick Briant |

| 28 października 201719:35 | Canterbury | 35:13 | Tasman | Rugby League Park, Christchurch Sędzia: Mike Fraser |
| 28 października 201719:35 |            | 35:13 |        | Rugby League Park, Christchurch Sędzia: Mike Fraser |

### Championship
|  |                      |               |               |                      |    |            |            |       |
|  | Półfinał             | Półfinał      | Półfinał      |                      |    | Finał      | Finał      | Finał |
|  | Półfinał             | Półfinał      | Półfinał      |                      |    | Finał      | Finał      | Finał |
|  | 20 października 2017 |               |               |                      |    |            |            |       |
|  |                      |               |               |                      |    |            |            |       |
|  | Wellington           | Wellington    | 49            |                      |    |            |            |       |
|  | Wellington           | Wellington    | 49            | 27 października 2017 |    |            |            |       |
|  | Northland            | Northland     | 21            |                      |    |            |            |       |
|  | Northland            | Northland     | 21            |                      |    | Wellington | Wellington | 59    |
|  | 21 października 2017 |               |               |                      |    | Wellington | Wellington | 59    |
|  |                      |               | Bay of Plenty | Bay of Plenty        | 45 |            |            |       |
|  | Bay of Plenty        | Bay of Plenty | Bay of Plenty | Bay of Plenty        | 45 | 48         |            |       |
|  | Bay of Plenty        | Bay of Plenty |               |                      |    |            |            |       |
|  | Otago                | Otago         | 32            |                      |    |            |            |       |
|  | Otago                | Otago         | 32            |                      |    |            |            |       |

| 20 października 201719:35 | Wellington | 49:21 | Northland | Westpac Stadium, Wellington Sędzia: Glen Jackson |
| 20 października 201719:35 |            | 49:21 |           | Westpac Stadium, Wellington Sędzia: Glen Jackson |

| 21 października 201714:35 | Bay of Plenty | 48:32 | Otago | Tauranga Domain, Tauranga Sędzia: Brendon Pickerill |
| 21 października 201714:35 |               | 48:32 |       | Tauranga Domain, Tauranga Sędzia: Brendon Pickerill |

| 27 października 201719:35 | Wellington | 59:45 (pd.)(20:14, 40:40) | Bay of Plenty | Westpac Stadium, Wellington Sędzia: Paul Williams |
| 27 października 201719:35 |            | 59:45 (pd.)(20:14, 40:40) |               | Westpac Stadium, Wellington Sędzia: Paul Williams |